# Abri
Abri (grško: Ἄβροι [Abroi]), antično ilirsko pleme, ki je prebivalo na jadranski obali ob reki Drim med antičnim Epidamnom  in Skadarskim jezerom. 
Abri so bile verjetno manjša helenizirana veja plemena Taulantov. Njihovi severni sosedje so bili Labeati, vzhodni Helidonci in južni že omenjeni Taulanti.  Med Starimi Grki so bili poznani kot poznavalci postopka za pripravo medice, poživljajočega napitka iz medu.